# Ostfriesensünde
Ostfriesensünde ist ein deutscher Fernsehkrimi von Rick Ostermann aus dem Jahr 2019, der auf dem gleichnamigen Roman des Schriftstellers Klaus-Peter Wolf basiert und die dritte Verfilmung der ZDF-Reihe Ostfrieslandkrimis ist. Die deutsche Erstausstrahlung erfolgte am 2. Februar 2019 im ZDF.

## Handlung
Kriminalhauptkommissarin Ann Kathrin Klaasen leidet noch immer noch unter dem gewaltsamen Tod ihres Vaters, der im Einsatz bei einem Banküberfall erschossen wurde. Nachdem sie bei einem aktuellen Banküberfall in Leer überreagiert hat, schickt ihr Chef sie, gemeinsam mit ihren Kollegen Frank Weller und Rupert, zu einem Einsatz nach Norderney, wo eine, inzwischen mumifizierte, weibliche Leiche gefunden wurde. Der Mörder hatte die junge Frau bei lebendigem Leibe in einem Keller eingemauert.
Zurück in Leer versucht Klaasen mit ihren Kollegen die Identität des Opfers herauszufinden, als eine aktuelle Vermisstenmeldung eingeht. Ehepaar Harmsen vermisst ihre Tochter Judith. Sie verdächtigen den Exfreund Sebastian Henn. Er leugnet jedoch etwas mit dem Verschwinden von Judith zu tun zu haben. Er meint dagegen, dass „Sonnenanbeter“ Manfred Kohl, Leiter einer Freikirche, etwas wissen könnte. Dort wäre sie zuletzt sehr oft gewesen. Befragungen bringen jedoch keine weiteren Erkenntnisse.
Die bundesweite Meldung des Falls macht den SOKO-Ermittler Wolfgang Huberkran aufmerksam. Er reist nach Leer und berichtet von ähnlichen Taten des „Maurers“ in Luzern, Bamberg und jetzt in Ostfriesland. Bisher steckt er noch immer am Anfang seiner Ermittlungen. Da er von den mentalen Fähigkeiten Klaasens gehört hat, erhofft er sich durch sie neue Erkenntnisse. Klaasen sieht sich 3-D-Videos von den anderen Tatorten an und spürt, dass der Täter seine Opfer nicht nur einmauern wollte, sondern sie sollten leiden und er wollte bestimmen, wann es „zu Ende“ ist. Um mehr herauszufinden, lässt sich Kommissarin Klaasen sogar selbst einmauern. Die Erkenntnisse daraus weisen auf ein sehr tiefgründiges Motiv. Nach Klaasens Ansicht will der Täter, dass seine Opfer über sich nachdenken, bevor sie sterben.
Klaasens Kollegen finden einige Indizien, die erneut auf Sebastian Henn weisen. Doch die Suchanfrage nach einem Arzt bringt eine neue Spur, denn alle Opfer waren seine Patientinnen. Das fügt sich zu Klaasens Gespür, dass die Frauen abgetrieben haben könnte und dafür bestraft werden sollten. Dr. Onno Gaisers Ehefrau berichtet von einer Anklage gegen ihren Mann, weil er angeblich für seine Praxis Abtreibungswerbung betrieben hätte. So wie es aussieht, wurde er tatsächlich von dem Serienmörder entführt, der nun auch ihn für die durchgeführten Abtreibungen bestrafen will. Als Klaasen mit Gaisers Ehefrau spricht, erfährt sie, dass ihr Sohn Lennart und seine Freundin Carola vor einigen Jahren ein Kind erwarteten, was sie aber verloren hätte. Die Beziehung ging daraufhin in die Brüche, was ihr Sohn bis heute nicht verkraftet hätte. Erst später fand er in den Unterlagen seines Vaters, dass sie das Kind abgetrieben hatte. Klaasen lässt nach Lennart fahnden, der gerade dabei ist, das noch offengelassene Atemloch zu seinem eingemauerten Vater zu verschließen.
Die Polizei hat keinerlei Anhaltspunkt, wo Lennart Gaiser seine beiden Opfer versteckt haben könnte, darum wird die Bevölkerung um Mithilfe gebeten. So meldet sich eine Mutter, deren kleiner Sohn von Hilferufen auf einem verlassenen Bauernhof berichtet hatte. Das Objekt wird „gestürmt“ und Onno Gaiser befreit. Für Judith kommt jedoch jede Hilfe zu spät. Auch Lennart ist zunächst nicht auffindbar, bis Klaasen ihn entdeckt. Er hat sich selbst eingemauert, um sich auch selbst zu richten, was ihm aber leid wird und weshalb er sich akustisch meldet, sodass auch er befreit und letztendlich festgenommen werden kann.

## Hintergrund
Die Dreharbeiten für Ostfriesensünde erstreckten sich vom 4. Mai 2018 bis zum 6. Juli 2018 und fanden an ostfriesischen Schauplätzen auf Norderney, in Norden, Norddeich, Aurich und Umgebung statt.  Es ist die letzte Folge mit Christiane Paul als Kriminalhauptkommissarin Ann Kathrin Klaasen. Ihre Rolle wird mit der Folge Ostfriesengrab von der Schauspielerin Julia Jentsch übernommen.

## Rezeption

### Kritik
Harald Keller schrieb für Tittelbach.tv: „‚Ostfriesensünde‘ kann die Qualität der voraufgegangenen Filme nicht halten. Das durchgängige Thema, die verzweifelte Trauer der von Christiane Paul verkörperten Kommissarin um ihren Vater, wird weitergeführt, während das Kripo-Team und auch das zum Fall hinzutretende BKA einem Serienmörder nachjagen, der seine Opfer bei lebendigem Leibe einmauert und sich an ihrem mählichen Sterben ergötzt. Autor Florian Schumacher greift zu Taschenspielertricks, um Logikmängel zu übertünchen. Rick Ostermanns Inszenierung bietet vereinzelte Highlights, fällt aber leider auch durch einige Nachlässigkeiten auf.“
Die Kritiker der Fernsehzeitschrift TV Spielfilm meinten: „Eingemauert? Ein Motiv wie aus einem Schauerroman: Der dritte Ostfriesenkrimi (nach Klaus-Peter Wolfs Buchreihe) startet zahm, aber entwickelt sich – nicht zuletzt dank starker Bilder (teils zappenduster) und guter Darsteller – zu einem wahrhaft beklemmenden psychologischen Thriller.“ Fazit: „Ein nachhallender Fall, eindrücklich bebildert.“
Oliver Jungen von der FAZ urteilte: „Der Ostfriesenkrimi-Reihe des ZDF mit Christiane Paul als seherisch begabter Kommissarin geht die Puste aus: Die neue Folge ist eine Enttäuschung ohne Pointe.“
Bei quotenmeter.de wertete Julian Miller: „die Hauptfigur dieses Films [bietet] viel Potential für eine eingehende erzählerische Betrachtung, das leider deutlich weniger genutzt wird, als dies einem solchen Format möglich wäre.“ Ostfriesensünde „setzt bei der Darstellung der psychischen Zerrüttung seiner Hauptfigur zu sehr auf Allgemeinplätze und bei den Nebencharakteren auf einen unauffälligen Stereotypenvorrat. Für einen guten Krimi reicht es eben nicht aus, den Hauptprotagonisten (sic!) mit einem nicht verwundenen Trauma und einem seelischen Knacks auszustatten. Stattdessen müssten diese Momente ausführlich und kohärent erzählt werden, um wirklich konsequent aus dem Fernsehkrimi-Einerlei hervorzustechen. Das gelingt diesem Film leider nicht mit all der Konsequenz, die für ein inhaltliches Gelingen notwendig gewesen wäre.“

### Einschaltquoten
Bei der Erstausstrahlung am 2. Februar 2019 wurde Ostfriesesünde in Deutschland von 7,24 Millionen Zuschauern gesehen, was für das ZDF einem Marktanteil von 23,7 Prozent ergab.